# Llista de Reis d'Albània

Ensenya reial albanesa

## Dinastia Progon, Prínceps d'Albània
- Progon (1190-1198)
- Gjin Progoni (1198-1208)
- Dhimitër Progoni (1208-1216)

## Regne d'Albània
- Carles I 1272-1285
- Carles II 1285-1301
- Felip I 1301-1332
- Robert I 1332-1364
- Felip II 1364-1368

## Altres reis d'Albània
- Karl Thopia (1358-1382)
- Balša II (1382 - 1385)
- Karl Thopia (2n cop) (1385 - 1387)
- Gjergj Thopia (1387 - 1392)

## Prínceps d'Albania
- Gjergj Kastriot Skanderbeg (1443-1468)
- Lekë Dukagjini (1446-1481)

### Primers Ministres d'Albània
- Ismail Qemali (1912-1914)

#### Prínceps of Albània
- Guillem de Wied (1914), qui usà el títol de "príncep sobirà" fora del país, i mbret ("rei") a l'interior

## Reis d'Albània
- "Otto I" d'Albània 13 - 18 d'agost 1913
- Essad Pasha (Juny 1920)
- Ahmet Zogu, Zog I, Rei dels Albanesos (1928-1939)
- Víctor Manuel III d'Itàlia (1939-1943)

Nota: Leka Zogu (1939), fill d'Ahmet Zogu, és considerat Rei dels Albanesos pels monàrquics. El seu fill Leka Anwar Zog Reza Baudouin Msiziwe és conegut com a "Príncep d'Albània".